# Ángel Trinidad
Ángel Trinidad de Haro (né le 27 mars 1993 à Marbella, dans la province de Malaga en Andalousie) est un joueur espagnol de volley-ball. Il mesure 1,93 m et joue passeur. Il totalise 18 sélections en équipe d'Espagne.

## Clubs
| Club            | De        | À         |
| --------------- | --------- | --------- |
| Unicaja Almería | 2012-2013 | 2012-2013 |
| Callipo Sport   | 2013-2014 | 2013-2014 |
| TV Bühl         | 2014-2015 | 2014-2015 |
| Knack Roulers   | 2015-2016 | 2017-2018 |
| Tours VB        | 2018-2019 | ...       |

## Palmarès

### Club
Championnat d'Espagne (1)
- Vainqueur : 2013

 Coupe d'Espagne (0)
- Finaliste : 2013

 Championnat de Belgique (2)
- Vainqueur : 2016, 2017
- Finaliste : 2018

 Coupe de Belgique (3)
- Vainqueur : 2016, 2017, 2018

 Coupe de France (1)
- Vainqueur : 2019

 Championnat de France (1)
- Vainqueur : 2019

### Sélection
Championnat du monde des -19 ans (0)
- Finaliste : 2011

Championnat d'Europe des -21 ans (0)
- Finaliste : 2012

Jeux méditerranéens (0)
- Finaliste : 2018